# Сучков Володимир Сергійович
Володимир Сергійович Сучков (рос. Владимир Сергеевич Сучков; нар. 12 травня 1925, Москва, РРФСР — пом. 19??, РРФСР) — російський радянський футболіст, воротар, захисник та півзахисник, футбольний тренер.

## Клубна кар'єра
Вихованець футбольної секції при Стадіоні юних піонерів у Москві. Футбольну кар'єру розпочав 1944 року в клубі «Крила Рад» (Москва). У 1949 році захищав кольори московського «Локомотиву». У 1950 року перейшов до військового клубу ВМС (Москва), а після його розформування 1953 року — до калінінградського «Зеніту». На початку 1956 року прийняв запрошення від московського «Торпедо» (М). У 1957 році перейшов у «Торпедо» (Горький), у футболці якого завершив кар'єру футболіста.

## Кар'єра тренера
По завершенні кар'єри гравця розпочав тренерську діяльність. 11 серпня 1965 року очолив сімферопольську «Таврії», якою керував до листопада 1965 року. У 1966 році допомагав тренувати московський «Локомотив». У 1980 році працював головним тренером «Червоної Пресні».

## Досягнення

### Як гравця
ВМС (Москва)
- Клас «Б» чемпіонату СРСР
  -  Чемпіон (1): 1950

### Відзнаки
- Майстер спорту СРСР